# Alfred Gusenbauer
Alfred Gusenbauer, avstrijski politik, * 8. februar 1960, Sankt Pölten.
Gusenbauer je bil za 27. avstrijskega kanclerja izvoljen januarja 2007, ko je zamenjal Wolfganga Schüssla. Na tem položaju je ostal do decembra 2008, ko ga je zamenjal Werner Faymann. Gusenbauer je bil tudi vodja avstrijske Socialdemokratske stranke; tudi na tem mestu ga je 2008 zamenjal Werner Faymann.
Trenutno je najbolj dejaven v gospodarstvu in je član več nadzornih svetov.